# Cassidy (DC Comics)
Cassidy es un personaje ficticio de la novela gráfica Predicador. Su primera aparición es en el primer número de la serie. Es un vampiro irlandés, mejor amigo del protagonista, Jesse Custer.
- Datos: Q5859747